# Hollingen
Hollingen este o localitate din comuna Aukra, provincia Møre og Romsdal, Norvegia, cu o suprafață de 0,38 km² și o populație de 558 locuitori (2013).